# Mučenik – vlč. Ivan Burik
Mučenik – vlč. Ivan Burik dokumentarni je film redatelja Jakova Sedlara. Tovarničkog župnika vlč. Ivana Burika mučki su ubili srbijanske paravojne postrojbe i lokalni tovarnički srpski dobrovoljci 8. listopada 1991. godine u župnoj kući u Tovarniku, a ekshumiran je iz masovne grobnice i pokopan na mjesnom groblju 31. siječnja 1998. godine sa svojim župljanima, koji su, kao i on, ubijeni tijekom srbijanske oružane agresije i okupacije Tovarnika. Tekst je djelo Krešimira Bušića. Producirala ga je Udruga dr. Ante Starčević iz Tovarnika, a producent je Antun Ivanković.

## Povezano
- Pravednik Stepinac